# Yu Hui-hyeong
Yu Hui-hyeong (유희형?; Chungson, 10 marzo 1949) è un ex cestista sudcoreano.

## Carriera
Con la Corea del Sud ha disputato i Giochi di Città del Messico 1968 e i Campionati del mondo del 1970.